# Miliinae
Miliinae es una subtribu de hierbas de la familia Poaceae. El género tipo es: Milium L. Tiene los siguientes géneros.

## Géneros
- Colpodium Trin.
- Keniochloa Melderis = Colpodium Trin.
- Miliarium Moench = Milium L.
- Milium L.
- Zingeria P. A. Smirn.
- Zingeriopsis Prob. = Zingeria P. A. Smirn.